# Pierluigi Aldrovandi
Pierluigi Aldrovandi (San Lazzaro di Savena, 18 de octubre de 1954) fue un piloto de motociclismo italiano que participó en el Campeonato del mundo de motociclismo en la categoría de 125cc desde 1981 hasta 1983.

## Biografía
Comenzó su carrera en 1979 debutó en el Gran Premio de las Naciones de 125cc en el que acabaría decimocuarto con una Morbidelli. Sus mejores éxitos los realizó en el Campeonato Europeo de Motociclismo al convertirse en el primer campeón de 125 cc con una MBA en 1981.
Es tío de Pierfrancesco Chili.

## Resultados en el Campeonato del Mundo
Sistema de puntuación desde 1969 hasta 1987:
| Posición | 1.º | 2.º | 3.º | 4.º | 5.º | 6.º | 7.º | 8.º | 9.º | 10.º |
| Puntos   | 15  | 12  | 10  | 8   | 6   | 5   | 4   | 3   | 2   | 1    |

### Carreras por año
(Carreras en negrita indica pole position, carreras en cursiva indica vuelta rápida)
| Año  | Clase  | Equipo | 1     | 2     | 3       | 4      | 5       | 6     | 7       | 8     | 9     | 10      | 11      | 12      | 13      | Pts. | Pos. |
| ---- | ------ | ------ | ----- | ----- | ------- | ------ | ------- | ----- | ------- | ----- | ----- | ------- | ------- | ------- | ------- | ---- | ---- |
| 1979 | 125cc  | MBA    | VEN - | AUT - | GER -   | NAT 14 | ESP -   | YUG - | NED -   | BEL - | SWE - | FIN -   | GBR Ret | CZE -   | FRA Ret | 0    | -    |
| 1981 | 125cc  | MBA    | AUT - | GER - | NAT Ret | FRA -  | ESP -   | YUG - | NED -   | BEL - | SMR - | GBR -   | FIN -   | SWE -   |         | 0    | -    |
| 1982 | 125 cc | MBA    | ARG - | AUT 5 | FRA Ret | ESP 3  | NAC 4   | NED 3 | BEL Ret | YUG 6 | GBR 6 | SUE Ret | FIN 4   | CHE Ret |         | 52   | 7.º  |
| 1983 | 125 cc | MBA    |       | FRA 9 | NAC 10  | ALE 15 | ESP Ret | AUT 7 | YUG 5   | NED 8 | BEL 7 | GBR 10  | SUE 8   | RSM 3   |         | 30   | 11.º |
| 1984 | 125 cc | MBA    | NAT - | ESP - | GER -   | FRA 13 | NED -   | GBR - | SWE -   | RSM - |       |         |         |         |         | 0    | -    |